# Elvish Linguistic Fellowship
Die Elvish Linguistic Fellowship (E.L.F.) (zu deutsch: Gemeinschaft der elbischen Linguistik) ist eine internationale Organisation unter der Leitung von Carl F. Hostetter, die sich dem Studium der von J. R. R. Tolkien erfundenen Sprachen verpflichtet hat. Hervorgegangen ist sie aus der Mythopoeic Society. Die Elvish Linguistic Fellowship mit Sitz in den Vereinigten Staaten hat Mitglieder aus allen Kontinenten, vor allem aus den USA.
Hauptsächlich besteht die Aktivität der E.L.F. in der Herausgabe zweier gedruckter Magazine, den Vinyar Tengwar und dem Parma Eldalamberon, und eines Onlinejournals, dem Tengwestië, das von Hostetter und Patrick H. Wynne herausgegeben wird. Darin veröffentlichen und analysieren führenden Linguisten bislang unveröffentlichte Texte Tolkiens, zuweilen werden auch eigene Kompositionen in elbischen Sprachen abgedruckt.

## Die Herausgeber
Carl F. Hostetter (geboren 1965) ist eigentlich Informatiker am Goddard Space Flight Center der NASA. Neben der Tätigkeit als Herausgeber ist er Autor mehrerer Artikel über die tolkienische Sprachwissenschaft sowie der Gründer und Co-Moderator der Lambengolmor mailing list. Christopher Tolkien engagierte Hostetter gemeinsam mit Christopher Gilson, Arden R. Smith, Bill Welden und Patrick H. Wynne, um ihm bei der Recherche, Bearbeitung und Veröffentlichung von Tolkiens Schriften über seine konstruierten Sprachen zu helfen und diese in den Zeitschriften Parma Eldalamberon und Vinyar Tengwar zu veröffentlichen.
Patrick Howard Wynne ist Zeichner und Coautor der Vinyar Tengwar und hat zahlreiche Veröffentlichungen zu den Sprachschöpfungen Tolkiens illustriert.

## Vinyar Tengwar
Die Bezeichnung Vinyar Tengwar ist Quenya und steht für „Neue Buchstaben“ (oder englisch „Newsletters“). Die erste Ausgabe dieser Zeitschrift erschien 1988 in San Diego und wurde bis 1989 von Jorge Quinonez herausgegeben (später übernahm Carl F. Hostetter diese Aufgabe). Bis Juli 1994 erschienen sie alle zwei Monate, danach nur noch sehr unregelmäßig – ungefähr einmal im Jahr. Es wurden fünf Sammelbände unter dem Titel The collected Vinyar tengwar herausgegeben, die jeweils 10 Hefte beinhalten. Heft 50 erschien im Jahr 2013. Zudem waren einige Bände auch in vier Spezialausgaben The Collected Vinyar Tengwar Special Series zusammengefasst.

## Veröffentlichungen
- Carl F. Hostetter (Hrsg.): Vinyar tengwar. Elvish Linguistic Fellowship, ISSN 1054-7606, OCLC 22968305 (Erstausgabe:  1988).
- The collected Vinyar tengwar. Elvish Linguistic Fellowship, Crofton, MD 2005, OCLC 225436430.